# 小行星8358
小行星8358（英語：8358 Rickblakley）是一颗围绕太阳公转的小行星。1989年11月4日，卡罗琳·舒梅克、大衛·李維在帕洛马山发现了此天体。
这颗小行星的绝对星等为128.8854856496926等。